# Senqu
Senqu es un municipio de la provincia de Cabo Oriental en Sudáfrica, con una población estimada en marzo de 2016 de 140 720 habitantes.
Se encuentra al este de la provincia, cerca de la frontera con Lesoto y con la provincia KwaZulu-Natal. 